# Dabke

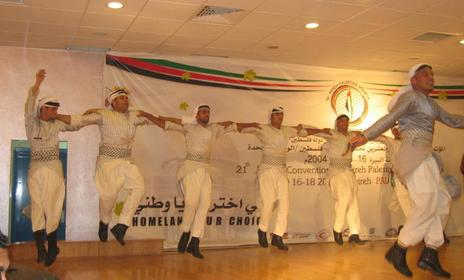
Mannen van de Palestijnse stad al-Bireh doen de Debka

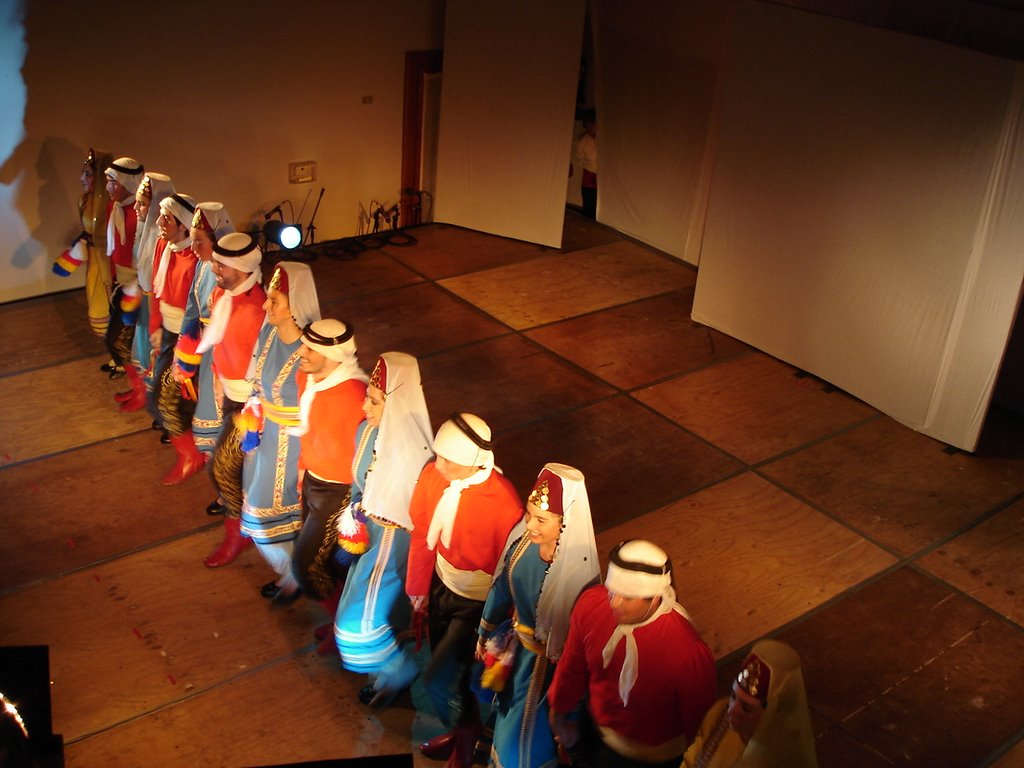
Mannen en vrouwen dansen de Debka

Dabke (Arabisch:دبكة, letterlijk: stampen) is een modern Levantijns-Arabische cirkel-volksdans van mogelijke Kanaänitische of Fenicische afkomst. Het wordt uitgevoerd in Palestina, Libanon, Jordanië, Irak, Syrië, Turkije en Saudi-Arabië.
Dabke combineert cirkeldans en linedancing en wordt op grote schaal uitgevoerd op bruiloften, partijen en andere vrolijke gelegenheden. De lijn wordt gevormd van rechts naar links. De leider van de dabke gaat aan het hoofd van de lijn, afgewisseld tegenover het publiek en de andere dansers. Andere namen voor deze dans: "dabki", "dabkeh", "debke", "debkah", "debki", "debka".

## Geschiedenis
De Palestijnse Dabke-passen vinden wellicht hun oorsprong in de eeuwenoude Kanaänitische vruchtbaarheidsriten, die doorgaans groeistimulans van planten tot uiting brachten. Ze werden gebruikt om kwade krachten te verjagen en om de zaailingen en hun groei te beschermen.
Volgens Yazbec, waren de Feniciërs de eerste leraren van de dans in de wereld, de dabke vertegenwoordigt een afstammeling van de Fenicische dans.
Volgens een volksverhaal, is de dans ontstaan in de Levant waar de huizen van steen werden gebouwd met een dak van hout, stro en grond. Het grond van het dak moest worden aangestampt om het grond hard te maken en om het gelijkmatig te verdelen. Dit samenwerkingsevenement wordt ta'awon genoemd en vanuit hier komt het woord awneh, dat "hulp" betekent. Dit ontwikkelde zich tot het lied Ala Dalouna (Arabisch: على دلعونا), vrij vertaald: "Laten we gaan helpen". De dabke en de ritmische nummers gaan samen in een poging om het werk leuk en nuttig te houden.

## Varianten
Jordanië kent ongeveer 19 soorten. Dabke Habel Mwadea '(حبل مودع) is de Jordaanse variant van elk soort, uitgevoerd door mannen en vrouwen samen.
Onder de Palestijnen zijn twee veelvoorkomende typen van dabke bekend: de shamaliyya en sha'rawiyya. Een ander type is de dabke niswaniyyah, die met name gedanst wordt door vrouwen. Elk type dabke dans heeft zijn eigen overeenkomstige soort van muziek, liefde is vaak het thema.
Er zijn zes belangrijke soorten dabke:

Al-Shamaliyya (الشمالية): is waarschijnlijk de meest bekende vorm. Het bestaat uit een lawweeh (لويح) aan het hoofd van een groep mensen hand in hand, in een halve cirkel. Van de lawweeh wordt verwacht dat hij nauwkeurigheid, improvisatievermogen en snelheid (vlot voetwerk) heeft. Kenmerkend is dat de dabke met een musicus begint die een solo op de mijwiz of yarghoul van een Dal Ouna stuk, vaak begeleidt hij ook twee zangers met zijn muziek. De dansers zetten een gesynchroniseerde beweging in, wanneer de zang stopt, kan de lawweeh tijdens deze pauze zich van de cirkel losmaken en op zichzelf dansen, hierbij kan hij ook controleren of iedereen nog goed meedoet. De lawweeh haakt daarna weer aan en blijft de dansers instrueren, hij kan ook de aanwezige toeschouwers aanmoedigen om mee te dansen door achteraan aan te sluiten. Dit is de meest populaire en bekende vorm van dabke dans.
Al-Sha'rawiyya (الشعراوية): is uitsluitend voor mannen en wordt gekenmerkt door een sterke stappen of stampen. De lawweeh is de  belangrijkste rol in dit soort dabke.
Al-Karaadiyya (الكرادية): Wordt gekenmerkt door een gebrek aan een lawweeh en langzame beweging met azif (عازف) (fluitspeler) in het midden van de cirkel.
Al-Farah (الفره): is een van de meest actieve vormen van dabke en vereist daarom een hoge mate van fysieke fitheid.
Al-Ghazal (الغزل): Wordt gekenmerkt door drie sterke stampen met de rechtervoet, en is meestal vermoeiend voor de dansers
Al-Sahja (السحجة): is een bekende Palestijnse- en Jordaanse dans, die onder Brits bewind aanzienlijk populairder werd. Al-Sahja behoort voornamelijk tot Noord- en Midden-Palestina, en in het zuiden heeft men twee soorten: As-Samir (السامر) en Al-Dahiyya (الدحية). As-Samir is opgezet in 2 rijen van mensen op tegenoverliggende wanden, ze concurreren elkaar met volkspoëzie, soms geïmproviseerd en zelfs het uitwisselen van beledigingen, ze proberen elkaar de loef af te steken. Al-Dahiyya is een Bedoeïne versie van eenzelfde soort waarin sprake is van een professionele danseres die danst tussen de twee tegengestelde rijen van mannen die strijden om haar aandacht, en bieden haar soms geld. Al-Sahja wordt meestal op de avond voor het huwelijksfeest van de bruidegom (zafat al-'arees) gedanst, waaraan de meeste van de mannen van het dorp deelnemen, vooral degenen die aanwezig zullen zijn of op een andere manier betrokken zijn bij de andere bruiloft festiviteiten.

## Liederen
Er zijn tal van soorten van liederen die worden gezongen tijdens- en specifiek voor dabke, zowel door mannen als door vrouwen, afhankelijk van de gelegenheid, de soort muziek, en het publiek. Enkele van de meest populaire dabkeliederen, zoals Dal Ouna (دلعونا), Al Jafra (الجفرا), Al Dahiyya (الدحية) en Zareef il-Tool (ظريف الطول), zijn eigenlijk hele genres an sich, in de zin dat de teksten aanzienlijk kunnen variëren in elke uitvoering, maar de basisritme van de muziek blijft hetzelfde en herkenbaar. Deze variatie is te zien in de honderden liederlijke variaties die er bestaan, die ongeacht de specifieke teksten, zijn te herkennen aan hun ritme en soms een enkele zin. Een voorbeeld hiervan is: Ala Dal Ouna, hoewel men eerder een andere versie van het verhaal zou kunnen hebben gehoord, Ala Dal Ouna zal men aan hetzelfde ritme en thema blijven herkennen als beroemd liefdeslied.

## Veelgebruikte instrumenten
- De oed (voorloper van de luit) zorgt voor een diep en zacht geluid.
- De mijwiz (مجوز, betekent: dubbel) is een soort doedoek die erg populair is in Arabische muziek. Het is een soort riet-klarinet. Het bestaat uit twee bamboepijpen.
- De darboeka is een kleine hand-trommel ook bekend als de tabla.
- De Arabische trommel Riq (arabisch رق) bestaat uit een rond frame, aan één zijde bedekt met geit- of vissenhuid. Paren van metalen schijven worden geplaatst in het frame om gerinkel te horen bij het bespelen met de hand. Dit percussie-instrument wordt in veel Arabische muziek gebruikt, met name in de uitvoeringen van klassieke stukken.
- De arghul (أرغول of يرغول) is een dubbel enkelriet ('dubbel-klarinet') van bamboe,[8] vooral populair in Egypte en Palestina.

In de moderne dabke wordt vaak een synthesizer ingezet om deze oorspronkelijke instrumenten na te bootsen.